# Funny Valentine
| Recensione | Giudizio |
| ---------- | -------- |
| AllMusic   | [ 1 ]    |

Funny Valentine è in secondo album in studio del power trio statunitense di musica sperimentale Massacre, pubblicato nel 1998 dall'etichetta discografica Tzadik.

## Tracce
Musiche dei Massacre.
1. Leaf Violence – 4:43
2. Down to Five a Day – 4:42
3. Lizard-skin Junk-mail – 5:26
4. Ladder – 11:30
5. South Orange Sunset – 4:13
6. Six-cylinder Sinister – 5:21
7. 300 Days in the Vacant Lot – 7:34
8. Say Hey Willie – 2:14
9. Talk Radio – 3:48
10. Well-dressed Ripping up Wood – 4:22
11. Further Conversations With White Arc – 6:24

Durata totale: 60:17

## Formazione
Massacre
- Fred Frith – chitarra elettrica
- Bill Laswell – basso elettrico
- Charles Hayward – batteria

Produzione
- Robert Musso – ingegnere del suono
- Allan Tucker – addetto al mastering
- Massacre– produttore
- Kazunori Sugiyama – produttore esecutivo associato
- John Zorn – produttore esecutivo
- Ikue Mori – design
- Adolf Wölfli – artwork